# Шакиров, Раф Салихович
Раф (Рафаиль) Салихович Шаки́ров (тат. Раф Салих улы Шакиров, род. 6 января 1960, Семипалатинск-21) — российский журналист, редактор, медиаменеджер и общественный деятель. Бывший главный редактор газет «Коммерсантъ» (1997—1999), «Газета» (2001—2003) и «Известия» (2003—2004), журнала «The New Times» (2007—2008), программы «Вести» телеканала «РТР» (2000), интернет-портала «Daily Online» (2008—2010). Кандидат исторических наук (1987).

## Биография

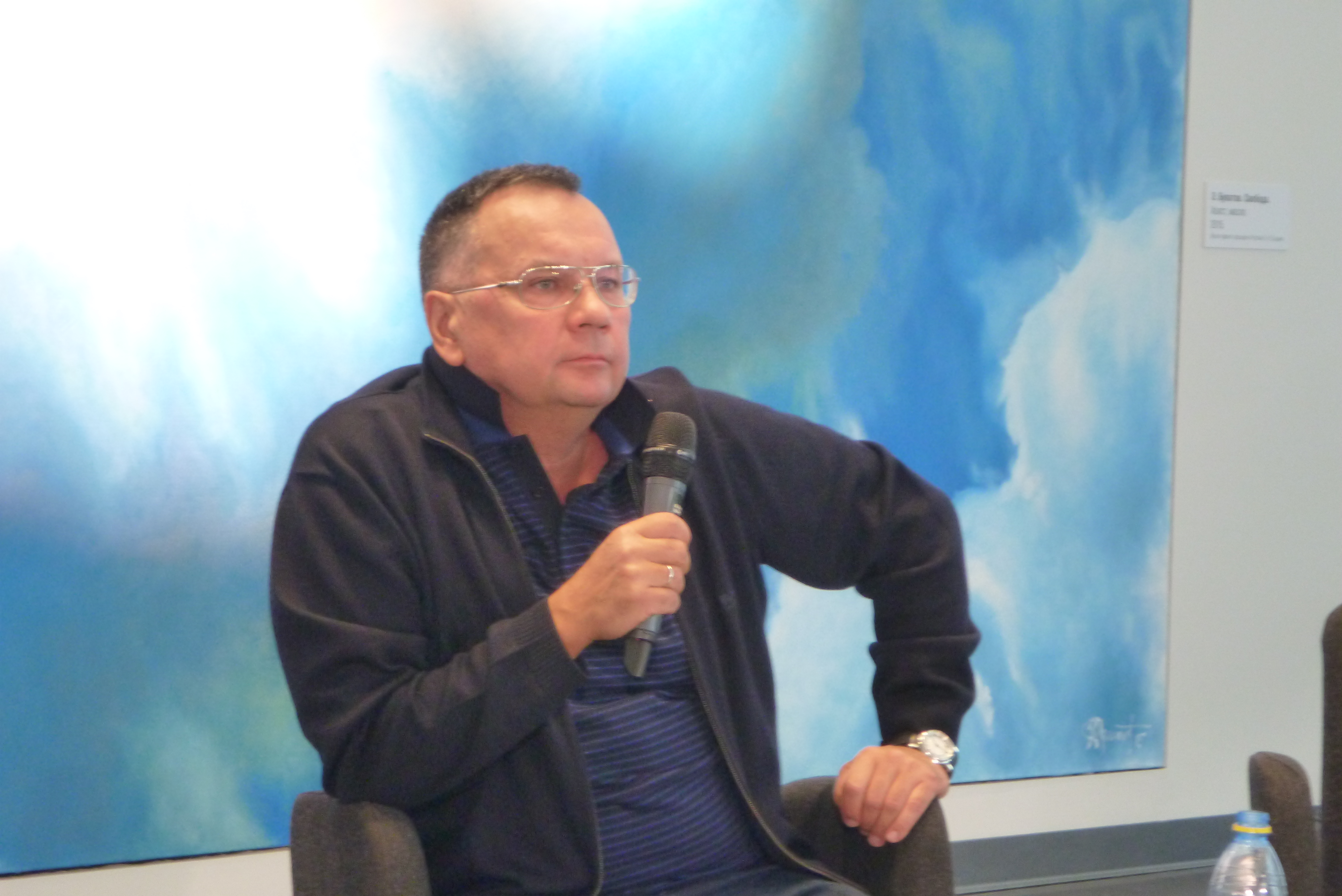
Раф Шакиров в 2019 году в Ельцин-центре

### СССР
Родился 6 января 1960 года в 16 полку стратегической авиации в Казахстане, детство провел в военном городке Семипалатинск-21. Отец — военный, полковник Шакиров Салих Шакирович. Мать Шакирова Хадия Габдулловна — финансист и военный строитель. Создавали знаменитый полигон ядерных испытаний СССР Семипалатинск-21..
В 1982 году окончил исторический факультет МГУ имени М. В. Ломоносова.
В 1987 году защитил диссертацию на соискание учёной степени кандидата исторических наук. Тема диссертации: «"Социальное партнерство" в межвоенной Британии: на примере мондизма, 1927-1931 гг.».
В 1984—1991 годах — научный сотрудник Института мировой экономики и международных отношений АН СССР.

### После распада СССР
В 1991—1992 годах — редактор международного отдела первой в России бизнес-газеты «Коммерсантъ».
В августе 1991 года — член редакционной коллегии и один из авторов «Общей газеты», созданной сразу после запрета путчистами ГКЧП десятка газет, среди которых был и «Коммерсантъ». «Общая газета», задуманная Егором Яковлевым как единый печатный орган всех запрещённых изданий, выпускалась на базе «Коммерсанта» во главе с его основателем Владимиром Яковлевым.
В 1993 году — заместитель главного редактора ежедневной газеты «Коммерсантъ» и выпускающий субботнего 24-полосного номера, в котором впервые в российской ежедневной периодике стал применяться принцип большой, почти плакатной фотографии, с фокусом на значимые детали. Большая их часть стала золотым фондом коммерсантовской фотографии.
В 1994 году — первый главный редактор и разработчик концепции еженедельника «Коммерсантъ-Деньги».
В 1997—1999 годах — главный редактор газеты «Коммерсантъ», которая из чисто деловой стала ещё и общественно-политической и наиболее влиятельной газетой в тот период, шеф-редактор всех изданий ИД «Коммерсантъ» (газета «Коммерсантъ», еженедельники «Деньги», «Власть», ежемесячники «Домовой», «Автопилот»).

### Уход из «Коммерсанта»
В августе 1999 года Шакиров ушёл из «Коммерсанта» в связи с покупкой Издательского дома Б. А. Березовским. Уходу предшествовал ряд скандалов: весной 1999 года состоялась скандальная сделка по приобретению издательского дома «Коммерсантъ» иранцем Кия Джурабчаном, за которым стоял Березовский, что подтвердилось последующими международными скандалами, в частности, при приобретении бразильского футбольного клуба «Коринтианс», следствием по которому занималась бразильская полиция. Позже последовал скандал в связи с разворотом самолёта с премьер-министром Евгением Примаковым, летевшим в США на конференцию по Югославии: когда на борт поступила телеграмма от вице-президента США Альберта Гора о том, что американцы уже приняли решение бомбить Югославию, Примаков приказал развернуть самолёт прямо над Атлантикой, отказавшись от участия в конференции.
«Коммерсантъ», критиковавший правительство Примакова за отсутствие реформ, опубликовал на первой полосе подробную статью с сообщением о развороте и предшествовавших ему обстоятельствах. Березовскому, против которого по инициативе Примакова были возбуждены ряд уголовных дел, нужна была острая атака на премьера, способная привести к его смещению. «Коммерсантъ» к тому времени обладал серьёзным влиянием: Ельцин поздравил читателей газеты с новым 1999 годом на неделю раньше традиционного объявления. Номер «Коммерсанта» со статьёй о развороте Примакова на первой полосе был «сдан на плёнку» (почти готов к отправке в типографию), однако гендиректор Леонид Милославский без ведома главного редактора вернул номер из печати и разместил на первой полосе памфлет, в котором Примакова обвинили в том, что его разворот приведет к потере всех внешних долгов и чуть ли не к краху российской экономики, которая, якобы потеряла от этого шага десятки миллиардов долларов.
Стремясь спасти репутацию газеты, Шакиров принес извинения Примакову, после чего был уволен гендиректором, но через неделю владелец «Коммерсанта» Владимир Яковлев, находившийся в это время в США, восстановил Шакирова в должности и уволил Милославского. 9 августа Березовский был вынужден публично объявить о покупке «Коммерсанта» через своих представителей во главе с прежним гендиректором Милославским, и в тот же день Шакиров ушёл из «Коммерсанта». Березовский и Патаркацишвили ночью того же дня предложили Шакирову возглавить телеканал ТВ-6, но он отказался.

### На телевидении и в других изданиях
В ноябре—декабре 1999 года — вице-президент телекомпании «ТВЦ» по информационному и общественно-политическому вещанию.
С января по апрель 2000 года — заместитель председателя ВГТРК, главный редактор и генеральный директор программы «Вести» телеканала «РТР». Средненедельный рейтинг программы (по данным TNS Геллап медиа) вырос с показателя 3 до 7 (в то время у ОРТ и НТВ рейтинг был 9-10). Аудитория РТР увеличивалась в течение всего года. Средний рейтинг канала, по сравнению с декабрём 1999 года, вырос в декабре прошлого года на 47 процентов. В то же время рейтинг НТВ с начала года до декабря упал на 39,4 процента. Увеличено количество прямых эфиров. Комиссия Европейского Союза, инспектировавшая работу российских телеканалов во время президентских выборов, с удивлением выразила благодарность программе «Вести» «за наиболее корректное освещение предвыборной президентской кампании 2000 года».
С сентября 2001 года по октябрь 2003 года — главный редактор газеты «Газета». По оценке World Association of Newspapers, запуск проекта стал первым российским know how в разделе инновации в газетном деле. Впервые в мировой практике газета стартовала в Интернете и, завоевав там лояльную аудиторию, вышла на бумаге. Это позволило дешевле, быстрее и эффективнее достичь целевой аудитории.
В октября 2003 года по сентябрь 2004 года — главный редактор газеты «Известия». Уволен после выпуска газеты от 4 сентября 2004 года, посвящённого теракту в Беслане. Ещё 2 сентября «Известия» первыми назвали число заложников в 1200 человек (вопреки официальной версии в 350), дали репортаж о штурме и его последствиях, оценили освещение бесланских событий на ТВ (колонка Ирины Петровской). Номер был сделан без заголовка, только крупные фото в плакатной стилистике. На следующий день после выхода номера Шакиров был уволен из «Известий» по настоянию президентской администрации.
В 2004—2007 годах — член совета директоров компании «Дело» (антикризисный медиа-менеджмент и консалтинг).
В 2007—2008 годах — главный редактор и гендиректор еженедельного журнала и сайта «The New Times». Обложки журнала и весь layout, созданные художником Андреем Шелютто выдвигались на международные премии, а сайт впервые провел онлайн ТВ-трансляции демонстраций протеста в Москве в Интернете.
В 2008—2010 годах — главный редактор российско-финского мультимедийного делового интернет-портала «Daily Online». Проект был назван РИА "Новости" одним из трёх лучших мультимедийных стартапов 2009 года в российском Интернете, поскольку сочетал в себе уникальный синтез телестудии с прямыми эфирами, видео, мультипликации (собственные мультфильмы по рисункам Андрея Бильжо), текста и инфографики собственного производства. Многие документальные ленты, показанные впервые на портале, получили потом многочисленные международные премии.
В 2011 году — президент Международной Медиа Группы (Fingazeta.ru, еженедельник Финансовая газета (орган Министерства финансов РФ), международный ежемесячник «Проблемы теории и практики управления»).
С 2011 по 2012 год руководил проектом Открытого правительства, главный редактор портала сначала Большоеправительство.рф (bigovernment.ru), затем переименованного в Открытое правительство (open.gov.ru). Член экспертных групп Открытого правительства «По инвестиционному климату и развитию конкуренции» и «Электронного правительства» при подготовке Итогового доклада Открытого правительства (2012).
В 2013—2014 годах — президент Дискуссионного экономического клуба «Диалоги» (Dialogi.su).
С августа по ноябрь 2016 года — вице-президент по внешним и внутренним коммуникациям «Автоваза».

## Награды
- 1996 — «Лучший деловой еженедельник нового типа» («Деньги»)
- 1998 — «Лучшая газета года» (перезапуск газеты «Коммерсантъ»)
- 1999 — «Золотое перо» (Московский союз журналистов")
- 2003 — «Лучшая газета года» («Газета»),
- 2003 — «Инновация года» («Газета») (WAN — Всемирная газетная ассоциация)
- 2005 — «Медиа-менеджер года» («Известия»). Гильдия издателей и распространителей печатной продукции. Специальная премия «За гражданский поступок» (номер «Известий», посвящённый Бесланской трагедии).
- 2011 — Лауреат премии РУНЕТА за портал Большоеправительство.рф
- Две Благодарности Президента РФ (Б. Н. Ельцина и Д. А. Медведева)
- Медаль «За укрепление боевого содружества».